# Diocèse de Rieti
Le diocèse de Rieti (en latin : Dioecesis Reatina ; en italien : Diocesi di Rieti) est un diocèse de l'Église catholique en Italie sous exemption et appartenant à la région ecclésiastique du Latium.

## Territoire
Il est situé sur une grande partie de la province de Rieti, dont l'autre partie de cette province est dans le diocèse suburbicaire de Sabina-Poggio Mirteto et les diocèses de Tivoli et Terni-Narni-Amelia. Son territoire est d'une superficie de 1 818 km2 divisé en 94 paroisses regroupées en cinq archidiaconés. L'évêché est à Rieti où se trouve la cathédrale de l'Assomption qui conserve les reliques de sainte Barbe.
Le diocèse est très marqué par François d'Assise et son esprit. Le Cammino di Francesco (it) (chemin de François) qui traverse le diocèse retrace plusieurs épisodes de la vie du saint. Ange Tancredi, un de ses premiers compagnons, est né à Rieti. À Borgo San Pietro (frazione de Petrella Salto) se trouve le corps de sainte Philippa Mareri, qui a connu François d'Assise ; et deux saints capucins sont nés sur le diocèse : saint Félix de Cantalice (1515-1587) né à Cantalice et saint patron du diocèse de Rieti et saint Joseph de Leonessa (1556-1612) qui est né à Leonessa et dont le corps se trouve dans un sanctuaire de sa ville natale.

## Histoire
Selon la tradition, saint Prosdocime (it) commence à christianiser le territoire de Rieti au Ier siècle mais la diffusion du christianisme dans la région de Rieti remontent au IIe siècle ou IIIe siècle. Le diocèse est documenté pour la première fois dès la fin du Ve siècle avec l'évêque Orso, qui participe à Rome aux trois conciles organisés dans les premières années du pontificat du pape Symmaque en 499, en 501 et en 502. L'évêque Catello reçoit une lettre du pape Pélage Ier en 559. Les Dialogues de saint Grégoire Ier mentionnent deux autres évêques de Rieti, qui ont vécu dans la seconde moitié du VIe siècle, Albino et Probo. Le sarcophage d'un évêque, peut-être le même que celui de Rieti, est retrouvé parmi les ruines de l'ancienne cathédrale de Forcona (Bagno, une frazione de L'Aquila), un lieu où l'évêque de Rieti peut se réfugier pour échapper à l'invasion des Lombards. En 598, à la demande de Paolo, diacre de Rieti, l'évêque de Spolète, est chargé par Grégoire Ier de faire la translation des reliques des martyrs Hermas, Jacinthe et Maxime dans la cathédrale de Rieti ; c'est la plus ancienne mention de la cathédrale du diocèse. La chronologie épiscopale de Rieti reprend au milieu du VIIe siècle avec Gaudioso, présent au concile de 649 organisé par le pape Martin Ier pour condamner le monothélisme.
De nombreux évêques du haut Moyen Âge sont connus grâce aux registres de l'abbaye de Farfa et aux documents conservés dans les archives capitulaires de la cathédrale de Rieti. Toujours selon les chroniques de Farfa, l'abbaye majeure du Saint Sauveur (it) est fondée en 735. Elle croît, au cours des siècles suivants, en pouvoir et en prestige, avec plusieurs possessions au sein du diocèse de Rieti. Les conflits de juridiction avec les évêques de Rieti sont inévitables jusqu'à ce qu'en 1191 le pape Célestin III confirme la soumission immédiate au Saint-Siège du monastère bénédictin et son exemption de l'évêque de Rieti. L'évêque Benincasa commence la reconstruction de l'ancienne cathédrale au début du XIIe siècle. En 1157, l'évêque Dodone consacre la crypte et, le 9 septembre 1225, le pape Honorius III consacre solennellement la nouvelle cathédrale. Entre le XIe  et le  XIIe siècle, le territoire de l'ancien diocèse d'Amiternum (it), dans les Abruzzes, devient une partie du diocèse. En 1182, le pape Lucius III, comme l'avaient déjà fait ses prédécesseurs, met le diocèse sous exemption et énumère tous les biens qui dépendent directement de l'évêque de Rieti. Cette extension territoriale est de courte durée car les bulles des 22 décembre 1256 et 20 février 1257, Alexandre IV érige le diocèse de L'Aquila avec le territoire du diocèse supprimé de Forconio (it) et une partie du territoire du diocèse de Rieti, qui perd ainsi 150 églises et une grande partie de la région d'Amiternum.
Tout le XIIe siècle est une période de splendeur et de prospérité économique pour la ville de Rieti, qui est souvent résidence de plusieurs papes : Innocent III (1198), Honorius III (en 1219 et 1225), Grégoire IX (en 1227, 1232 et 1234), Nicolas IV (entre 1288 et 1289) et Boniface VIII (en 1298). La présence de la curie dans la ville nécessite la construction du palais épiscopal (ou palais papal), construit entre 1283 et 1288 à côté de la cathédrale ; cette dernière est la témoin d'importants événements historiques : le 13 juillet 1234, le pape Grégoire IX célèbre la messe de canonisation de saint Dominique de Guzman, fondateur de l'ordre des Prêcheurs ; le 29 mai 1289, Charles II d'Anjou est couronné roi des Pouilles, de la Sicile et de Jérusalem par le pape Nicolas IV. Le XIIIe siècle reste important pour Rieti et sa vallée en raison de la présence et de l'action de saint François d'Assise, qui s'y rend pour soigner le glaucome dont il souffre, mais qui recherche surtout l'approbation de sa règle rédigée à l'ermitage de Fonte Colombo (it). Les autres sites fondés par le saint sont Greccio (it), Poggio Bustone (it) et La Foresta (it). En 1232, le chapitre général des Franciscains se déroule à Rieti en présence de Grégoire IX, ce qui conduit à l'élection du frère Élie ; et à nouveau en 1289, en présence du pape Nicolas IV, ancien ministre général de l'ordre.
Le 24 janvier 1502, le diocèse de Rieti cède une partie de son territoire au profit de l'érection du diocèse de Cittaducale (it). Il est toutefois supprimé le 8 novembre 1505 sur insistance du cardinal administrateur apostolique Giovanni Colonna et le territoire réintégré au diocèse de Rieti. Après la mort du cardinal, le diocèse de Cittaducale est rétabli le 17 octobre 1508 et de nouveau supprimé en 1818 et fusionné avec le diocèse de L'Aquila. Dans la seconde moitié du XVIe siècle, les évêques appliquent les décrets de réforme du concile de Trente. Parmi eux, Marco Antonio Amulio créé en 1564 le séminaire inauguré le 4 juin dans l'ancien siège du podesta ; il organise deux synodes et effectue une visite pastorale dans le diocèse.
Le 25 novembre 1841, par la bulle Studium quo impense afficimur du pape Grégoire XVI, les abbayes territoriales de Farfa et de San Salvatore Maggiore sont supprimées et une partie de leur territoire est cédée au diocèse de Rieti ainsi qu'au nouveau diocèse de Poggio Mirteto. En juillet 1859, la juridiction du diocèse est étendue à Leonessa, qui appartenait à l'archidiocèse de Spolète.
Le 3 juin 1925, par la bulle In altis Sabinae montibus du pape Pie XI, le territoire de l'ancienne abbaye territoriale de San Salvatore Maggiore passe du diocèse de Poggio Mirteto au diocèse de Rieti. En même temps, est attribué aux évêques pro tempore de Rieti, le titre de San Salvatore Maggiore, qu'ils portent toujours. Entre 1965 et 1976, le diocèse s'agrandit grâce à la redéfinition des frontières avec les diocèses voisins. Il obtint du diocèse d'Ascoli Piceno les municipalités d'Amatrice et d'Accumoli ; L'archidiocèse de L'Aquila lui cède le territoire de l'ancien diocèse de Cittaducale mais en même temps, Rieti perd toutes les municipalités de la province de L'Aquila au profit du siège de L'Aquila ; enfin, il récupère toutes les paroisses de la province de Rieti de l'archidiocèse de Spolète, du diocèse de Norcia et du diocèse de Narni. En 1972, le diocèse passe de la région ecclésiastique de l’Ombrie à celle du Latium. En 1984, une vaste réorganisation territoriale du diocèse entraîne la suppression de 123 paroisses sur un total de 217.

## Sources
- (en) Diocèse de Rieti